# 北楢岡
北楢岡（きたならおか）は、秋田県大仙市の大字。郵便番号019-1702。本項では同地域にかつて存在した仙北郡北楢岡村（きたならおかむら）についても記す。

## 地理
大仙市北西部に位置する。東で神宮寺、西・南で南外、西で大沢郷寺、北で北野目・刈和野・土川と隣接する。神宮寺の区域が地内に大きく食い込み、逆コの字の区域となっている。北西から南東にかけて雄物川に接し、平行して国道13号と奥羽本線が通過する。

### 河川
- 雄物川

## 歴史

### 沿革
- 1889年（明治22年）4月1日 - 町村制の施行により、神宮寺村、北楢岡村の区域をもって神宮寺村が発足。
- 1890年（明治23年）3月24日 - 神宮寺村の一部（北楢岡）が分立して北楢岡村が発足。
- 1955年（昭和30年）3月31日 - 北楢岡村が神宮寺町と合併して神岡町が発足。同日北楢岡村廃止。
- 2005年（平成17年）3月22日 - 神岡町が大曲市・西仙北町・中仙町・協和町・南外村・仙北町・太田町と合併して大仙市が発足。

## 交通

### 鉄道路線
奥羽本線が通過するが、駅は所在しない。

### バス
羽後交通
- 土川線・心像線
  - 大曲バスターミナル - 神宮寺駅前角 - 刈和野駅前 - 土川学校前 - 杉沢 / 鬼頭
- 杉山田線
  - 大曲バスターミナル - 神宮寺駅前角 - 刈和野駅前 - 杉山田

### 道路
- 国道13号（神宮寺バイパス）

## 施設
- 道の駅かみおか